# Colonia Aurora
Colonia Aurora ist eine Kleinstadt mit rund 9000 Einwohnern im Nordosten von Argentinien. Sie liegt im Verwaltungsbezirk Veinticinco de Mayo in der Provinz Misiones. Der Ort ist eine Gemeinde 2. Klasse.
Colonia Aurora wurde 1959 gegründet und war damit eines der letzten kolonisierten Gebiete in Misiones. Die Stadt war lange Zeit nur über den Río Uruguay oder eine unbefestigte Landstraße zu erreichen, seit 1999 ist die Ruta Provincial Nº 2 asphaltiert.
Nach wie vor ist Colonia Aurora stark landwirtschaftlich geprägt: Haupteinnahmequellen der Bewohner sind der Anbau von Tabak, Soja, Mate und Ananas.